# École de Paris des métiers de la table
L'école de Paris des métiers de la table (EPMT) est un centre de formation en alternance situé dans le 17e arrondissement de Paris.

## Histoire
En 2021, l'EPMT s'équipe d'un nouveau laboratoire dédié à la boulangerie.

## Gouvernance
Quelques personnalités élus du Conseil d’Administration renouvelé en juin 2022 :
- Yvan Cadou - DDRH Elior France
- Stéphane Trapier, Directeur du restaurant La Tour d'Argent
- Franck Thomasse - Président du Syndicat patronal des Boulangers-Pâtissiers du grand Paris
- Olivier Chaput Fondateur de l’Association Les Enfants Cuisinent
- Gaëlle Delaeter[2], MOF Gouvernante 2007, Gouvernante Générale de l’École Hôtelière de Genève
- Sarah Dewerdt-Moine, Responsable de site Châteauform’
- Philippe Faure-Brac, Président de l’Union de la Sommellerie Française
- Stéphane Trapier, Directeur de la Restauration chargé de l’exploitation[3], Groupe La Tour d'Argent

## Anciens élèves
L'EPMT forme depuis 1978 de nombreux apprenants, dont :
- Guillaume Gomez, ancien Chef à l’Élysée[4], il devient en 2022 représentant personnel du président en matière de gastronomie[5]
- David Palanque : MOF Barman 2018[6]
- Rodolphe Pottier, Chef étoilé au Guide Michelin en 2017[7]
- Ornella Mace - Médaille d’or MAF Nationale Dessert de Restaurant 2018[8]
- Daniel-Alexandre Branche : Médaille d’or MAF Nationale Chocolaterie 2019[9]
- Jérémy Joaquim, meilleure galette d’Ile-de-France 2020[10]
- Yannick Franques, MOF et ancien 2* au Guide Michelin - Chef à la Tour d'Argent[11]
- Robin Kubarek, chef depuis 2020 au Canopy by Hilton Paris Trocadéro[12].

## Quelques évènements auxquels a participé l’EPMT
- Chefs de demain[13]
- Toques françaises[14]
- Conférence de Josef Schovanec, autisme et cuisine[15] - Je cuisine un jour bleu
- Réception de l'EPMT à l'Élysée[16]
- Concours Handicook[17]
- Dîner solidaire par T.E.S. & Les Enfants Cuisinent : quand le sport rencontre la gastronomie[18]
- Coupe de France des Jeunes Chocolatiers Confiseurs[19]
- Trophée du Meilleur Petit Déjeuner Gourmand & Brunch de France[20]